# Agnesiopsis translucida
Agnesiopsis translucida är en sjöpungsart som beskrevs av Monniot 1969. Agnesiopsis translucida ingår i släktet Agnesiopsis och familjen Agneziidae. Inga underarter finns listade i Catalogue of Life.